# Bánfalvy István

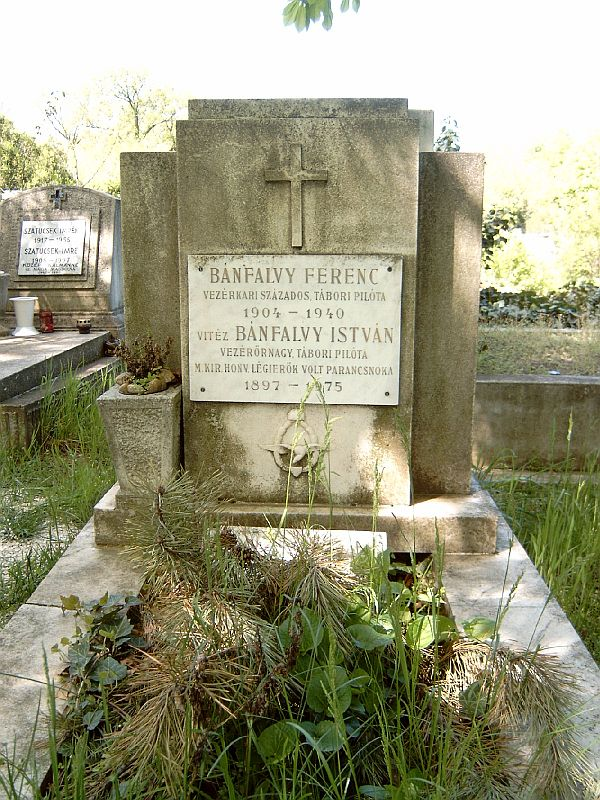
Bánfalvy István sírja Budapesten. Új köztemető: 16/5-1-28.

Vitéz Bánfalvy István (Sopron, 1897. április 3. – Budapest, 1975. március 17.) magyar repülő vezérőrnagy, 1944-től a Magyar Királyi Honvéd Légierők parancsnoka.

## Élete
Katonai tanulmányait Kőszegen, Kismartonban, majd a mödlingeni Császári és Királyi Katonai Műszaki Akadémián végezte, és 1916-ban hadnaggyá avatták. Az első világháború alatt 1916-tól a 4. lovas tüzérezred tisztje volt, az orosz, olasz és szerb fronton egyaránt szolgált. 1918 novemberében a győri hadkiegészítő parancsnokságra, később a 19. honvéd tüzérezredhez vezényelték. A Tanácsköztársaság idején rövid ideig a Vörös Hadseregben is szolgált. 1919-ben a románok 8 hónapra internálták.
Budapesten elvégezte a vezérkari tiszteket képző Hadiakadémiát, 1923 és 1926 között.
1928-tól 1934-ig a Légügyi Hivatal munkatársaként, osztályvezető helyettesi beosztásban dolgozott. 1934-től 1938-ig a Hadiakadémia tanára volt, párhuzamosan, 1936-tól a honvéd törzstiszti tanfolyamon is tanított. 1938-ban került a Honvédelmi Minisztériumba, ahol 1939-ig osztályvezető volt.
1939 és 1941 márciusa között a magyar légierő vezérkari főnöke, 1944 júliusától a Honvédelmi Minisztérium légügyi főcsoportfőnöke és a Légierők parancsnoka volt. 1945-ben nyugállományba helyezték.
A Rákosi-korszakban, 1950-ben „áruhalmozás” vádjával (ami a tiszti szolgálatából fennmaradt egyenruháira vonatkozott) 8 havi börtönbüntetésre ítélték. Szabadulása után a fővárosból Baktalórántházára telepítették ki. Itt segédmunkási, aratómunkási, gépkocsivezetői, állatkísérői munkával kereste kenyerét.